# Milos
Milos (gr. Μήλος) – wyspa w archipelagu Cyklady na Morzu Egejskim. W starożytności zamieszkiwana przez Dorów. Głównym portem Milos jest Adamas.

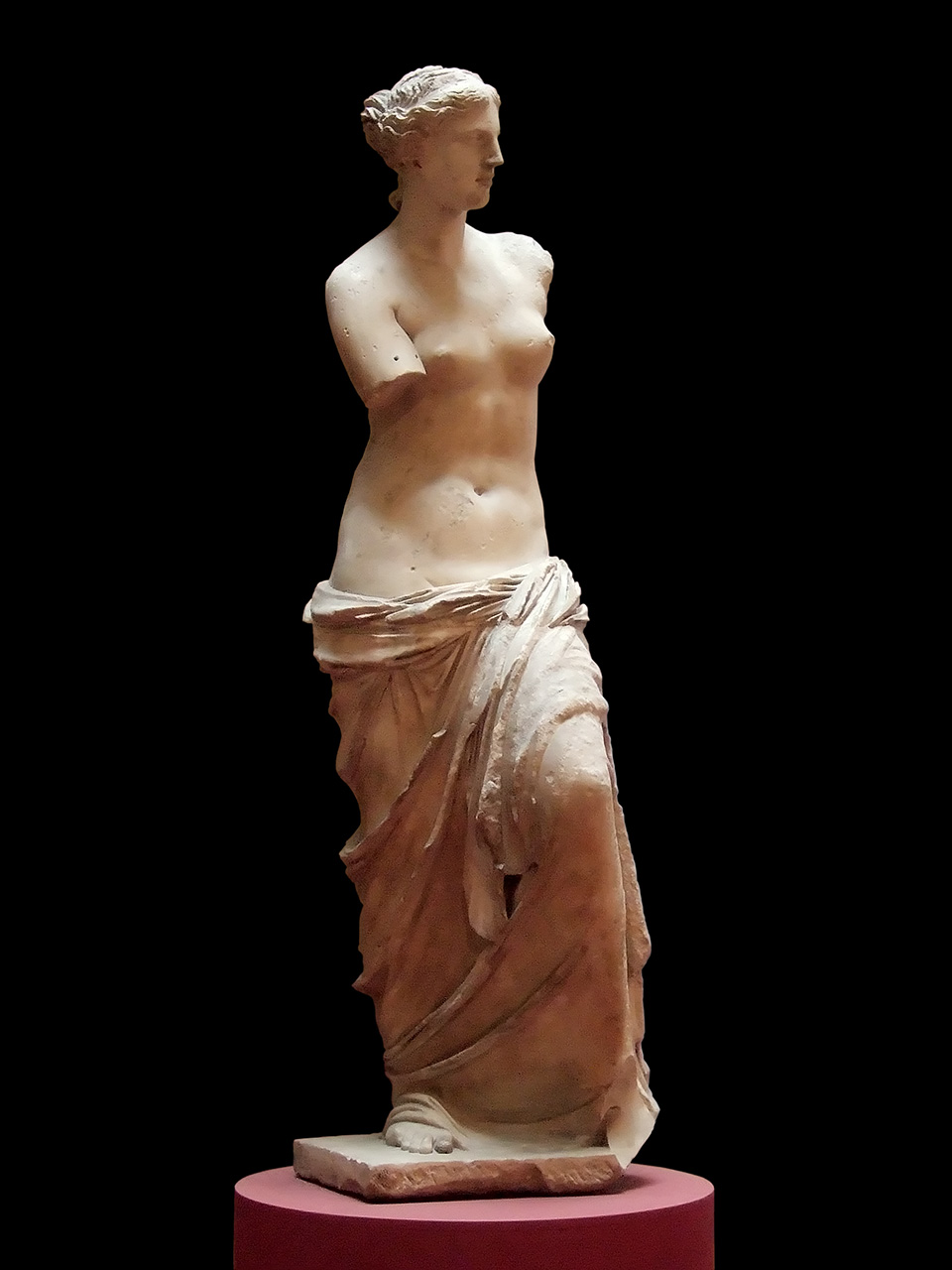
Wenus z Milo

Leży w administracji zdecentralizowanej Wyspy Egejskie, w regionie Wyspy Egejskie Południowe, w jednostce regionalnej Milos, w gminie Milos. 
W środku wyspy powstała na skutek wybuchu wulkanu zatoka Ormos Milu.
Największą atrakcją turystyczną jest wioska Tripiti z katakumbami i amfiteatrem z okresu hellenistycznego.
W 1820 r. odnaleziono na wyspie posąg Afrodyty, znany jako Wenus z Milo.
Na wyspie odbyć się miał dialog melijski, opisany przez Tukidydesa w jego Wojnie peloponeskiej.